# Bartók Béla–Pásztory Ditta-díj
A Bartók Béla–Pásztory Ditta-díjat (röviden Bartók–Pásztory-díjat) Bartók Béla özvegye, Pásztory Ditta alapította: végakarata szerint azoknak a kimagasló művészeti tevékenységet végző hazai zeneszerzőknek és zenei előadóművészeknek (valamint zenei együtteseknek) adják át, akik munkásságukkal jelentősen hozzájárultak a hazai zenei élet fejlődéséhez, a bartóki szellemiség megőrzéséhez.
1984 óta minden évben március 25-én, Bartók Béla születésének évfordulóján adja át a Zeneakadémia legnevesebb professzoraiból álló Bartók Béla–Pásztory Ditta-díj Kuratóriumának elnöke. A kilenctagú kuratórium mindenkori elnöke a Zeneakadémia rektora. Az elismerő oklevéllel, valamint a Bartók Bélát és Pásztory Dittát ábrázoló érmével 2 millió forint pénzjutalom is jár.
Eddig többek között olyan elismert művészek kapták meg, mint Fischer Annie, Cziffra György (zongoraművész), Solti György, Marton Éva, az Amadinda Ütőegyüttes, Kocsis Zoltán, Schiff András, Pauk György és Vásáry Tamás.

## Díjazottak

### 1980-as évek
- 1984: Bárdos Lajos zeneszerző, Kurtág György zeneszerző, Ligeti György zeneszerző, Ferencsik János karmester, Fischer Annie zongoraművész, Liszt Ferenc Kamarazenekar
- 1985: Durkó Zsolt zeneszerző, Farkas Ferenc zeneszerző, Veress Sándor zeneszerző, népzenekutató, Doráti Antal karmester, a Tátrai-vonósnégyes, a Magyar Rádió és Televízió Énekkara
- 1986: Csíky Boldizsár zeneszerző, Sugár Rezső zeneszerző, Szőllősy András zeneszerző, Bartók vonósnégyes (Komlós Péter, Hargitai Géza, Németh Géza és Mező László, illetve Devich Sándor, Botvay Károly és Bánfalvi Béla), a Budapesti Filharmóniai Társaság Zenekara, Melis György énekművész
- 1987: Ránki György zeneszerző, Soproni József zeneszerző, Szokolay Sándor zeneszerző, Perényi Miklós gordonkaművész, Magyar Vonósnégyes, Magyar Állami Hangversenyzenekar
- 1988:  Balassa Sándor zeneszerző, Bozay Attila zeneszerző, Jeney Zoltán zeneszerző, Kocsis Zoltán zongoraművész, Ránki Dezső zongoraművész, a Magyar Rádió és Televízió Szimfonikus Zenekara és karmesterei: Lehel György, Ligeti András
- 1989:  Lendvay Kamilló zeneszerző, Petrovics Emil zeneszerző, Kovács Dénes hegedűművész, Végh-vonósnégyes, a Szegedi Nemzeti Színház operatársulata

### 1990-es évek
- 1990: Solti György karmester, Frid Géza zeneszerző, Vajda János zeneszerző, Simándy József operaénekes, Takács Jenő zeneszerző, Szombathelyi Szimfonikus Zenekar
- 1991: Debreceni Szimfonikus Zenekar (ma: Kodály Filharmonikusok[1]) és karmestere, Szabó László, Kalmár László zeneszerző, Maros Rudolf zeneszerző (posztumusz), Marton Éva operaénekes, Orbán György zeneszerző, Schiff András zongoraművész
- 1992: Kocsár Miklós zeneszerző, Lantos István zongoraművész, Sándor Judit énekművész, Vidovszky László zeneszerző, valamint a Magyar Állami Operaház szólistái és kórusa
- 1993: Erdélyi Miklós karmester, Erőd Iván zeneszerző, Hidas Frigyes zeneszerző, Sáry László zeneszerző, a Miskolci Szimfonikus Zenekar és karnagya, Kovács László, a Nyíregyházi Gyermekkar és karnagya, Szabó Dénes
- 1994: Láng István zeneszerző, Lukács Ervin karmester, Rajter Lajos karmester, Terényi Ede zeneszerző, Debreceni Kodály Kórus, karigazgató: Kamp Salamon
- 1995: Jandó Jenő zongoraművész, Pongrácz Péter oboaművész, Sári József zeneszerző, Szőnyi Erzsébet zeneszerző; megosztott díj: Tusa Erzsébet zongoraművész, Marton József ütőhangszeres művész és Petz Ferenc ütőhangszeres művész (posztumusz)
- 1996: Dubrovay László zeneszerző, Csemiczky Miklós zeneszerző, Sziklay Erika énekművész, Kodály vonósnégyes, a Szabó Miklós vezette Győri Leánykar, Szabó Miklós karnagy
- 1997: Durkó Zsolt zeneszerző (másodszor), Eötvös Péter zeneszerző, László Margit énekművész, Rados Ferenc zongoraművész, Zempléni Kornél zongoraművész
- 1998: A Honvéd Művészegyüttes Férfikara, a Pécsi Szimfonikus Zenekar, Solymos Péter zongoraművész, Szőllősy András zeneszerző (másodszor), Hollós Máté zeneszerző, Madarász Iván zeneszerző
- 1999: Balassa Sándor zeneszerző (másodszor), Decsényi János zeneszerző, Körmendi Klára zongoraművész, Palánkay Klára énekművész, Párkai István karnagy

### 2000-es évek
- 2000: Farkas Ferenc, Petrovics Emil zeneszerzők és Kovács Dénes hegedűművész (mindhárman másodszor)
- 2001: Szokolay Sándor zeneszerző (másodszor), Tihanyi László zeneszerző, Ugrin Gábor karnagy, Ligeti András karmester (másodszor) és a Budapesti Vonósok
- 2002: Soproni József zeneszerző (másodszor), Kovács Béla klarinétművész, Perényi Eszter hegedűművész és idősebb Sapszon Ferenc karnagy
- 2003: Huszár Lajos zeneszerző, Medveczky Ádám, a Magyar Állami Operaház karmestere és Szűcs Loránt zongoraművész
- 2004: Onczay Csaba gordonkaművész, Szőnyi Erzsébet zeneszerző (másodszor) és Tarjáni Ferenc kürtművész
- 2005: Kováts Kolos operaénekes, Lendvay Kamilló zeneszerző (másodszor), Mohayné Katanics Mária zenepedagógus, karvezető, Sári József zeneszerző (másodszor), a Magyar Rádió Gyermekkórusa és Thész Gabriella, Nemes László Norbert vezető karnagyok
- 2006: Jeney Zoltán zeneszerző, a Liszt Ferenc Zeneművészeti Egyetem tanszékvezetője (másodszor) és Kocsis Zoltán zongoraművész, a Nemzeti Filharmonikusok főzeneigazgatója (másodszor)
- 2007: Kovács János karmester, Meláth Andrea operaénekes és Dukay Barnabás zeneszerző
- 2008: Pauk György hegedűművész, az Amadinda Ütőegyüttes és Reményi Attila zeneszerző
- 2009: Erdei Péter és Vajda Cecília karnagyok, Gyöngyösi Levente zeneszerző, valamint Vásáry Tamás zongoraművész és karmester

### 2010-es évek
- 2010: Tokody Ilona operaénekes, Friedrich Ádám kürtművész, a veszprémi Mendelssohn Kamarazenekar, valamint Serei Zsolt és Sugár Miklós zeneszerző
- 2011: A MÁV Szimfonikus Zenekar, Szőnyi Olga operaénekes, Prunyi Ilona zongoraművész és Fekete Gyula zeneszerző
- 2012: Bánkövi Gyula zeneszerző, Keller András hegedűművész, Lakatos György fagottművész és Rozgonyi Éva karnagy
- 2013: Hőna Gusztáv harsonaművész, Tóth Péter zeneszerző, Gráf Zsuzsanna karnagy és a Győri Filharmonikus Zenekar igazgatói
- 2014: Baráti Kristóf hegedű- és Falvai Sándor zongoraművész
- 2015: Selmeczi György, valamint a Nemzeti Énekkar és vezetője, Antal Mátyás karigazgató, karmester
- 2016: Tallér Zsófia zeneszerző és Várjon Dénes zongoraművész
- 2017: Varga Judit zeneszerző, zongoraművész és Takács-Nagy Gábor hegedűművész, karmester
- 2018: Szabadi Vilmos hegedűművész és Vajda Gergely zeneszerző, karmester
- 2019: Boldoczki Gábor trombitaművész, Bella Máté zeneszerző, a Zeneakadémia tanárai és Konrád György brácsaművész[2]

### 2020-as évek
- 2020: Zombola Péter[3] zeneszerző és Kelemen Barnabás hegedűművész
- 2021: Rost Andrea operaénekes és Kovács Zoltán zeneszerző[4]
- 2022: Fried Péter operaénekes és Virágh András Gábor zeneszerző-orgonaművész[5]
- 2023: Bretz Gábor operaénekes és Dragony Tímea zeneszerző[6]